# Såtenäs
Såtenäs é uma pequena localidade (småort) da Suécia, situada na província histórica da Västergötland, no sul do país.  
É o local do aquartelamento da base aérea do Esquadrão de Skaraborg. 
Tem cerca de 114 habitantes, e pertence à comuna de Lidköping.
Está situada na margem do lago Vänern, a 25 km a leste de Vänersborg.  
A maior parte da localidade está ocupada pelo Esquadrão de Skaraborg e pelo museu histórico-militar F 7 Gårds- och flottiljmuseum.